# Bällingsko

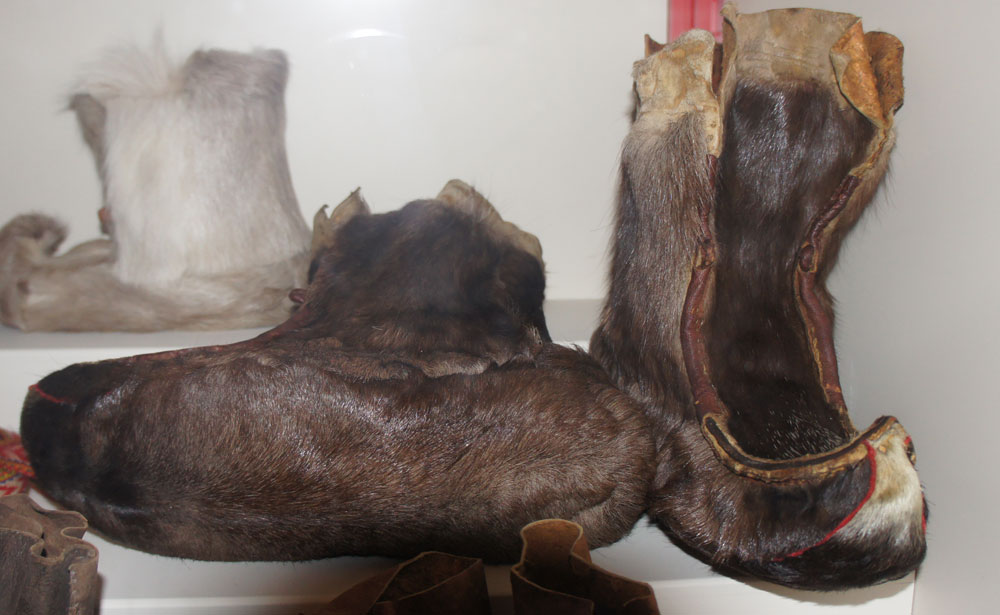
Härnskor från lulesamiskt område med bällingskinn och härna som botten. Rött kläde i sömmen framtill. Foto från Ájtte, Svenskt fjäll- och samemuseum.

Bällingskor eller bellingskor (nordsamiska: nuvttagat, lulesamiska: nuvtaga, sydsamiska: novteagajat), ibland lappskor (numera avrått som känsligt, se lapp), är samernas traditionella fotbeklädnad vintertid. En bällingsko ser ut ungefär som en näbbkänga, men är sydd av bälling, vanligtvis skinn från renens ben, och ibland även med härna, pannskinn av ren, med pälsen kvar. Pälsen sitter på utsidan av kängan. Det ska vara päls även på sulans undersida, avskuren på mitten så håren går åt olika håll. Liksom på näbbkängan snörs skaftet ihop med breda vävda eller lagda skoband som viras i flera varv, för att inte snö ska komma in i kängan. Traditionellt fyllde man skon med torkat gräs, skohö, för att det skulle bli riktigt varmt. Det finns flera olika samiska bällingskor, beroende på dräktområde och bällingskor användes av både män och kvinnor.

## Bällingskornas historia
I boken Germania skrev år 98 e.Kr en romersk historieskrivare Tacitus om ett "vilt och barbariskt folkslag" som gick på jakt klädda i skinn. Tacitus kallade folket för fenni. Bysantinske Prokopius fortsatte en ungefär liknande beskrivning av folket under 500-talet; män och kvinnor klädde sig i djurens skinn, de använde senor som tråd när de sydde ihop kläderna. År 1673 kom Johannes Schefferus bok Lapponia ut. I denna finns beskrivningar om hur dessa kläder i skinn såg ut i mer detaljerat skick. I Lapponia finns en teckning av skinnstövlar som kan vara samiska bällingskor. Det är dock svårt att utröna när bällingskorna kom att se ut som de gör idag från historiska källor. Det är nog så att man tidigt kom på att den päls som sitter på renens lår och ben är starkast och passar bäst till att användas av människor till skor. Idag används bällingskor oftast då man vill vara fin, vilket är en viktig del för att behålla det samiska kulturarvet.